# 特別警察行動營

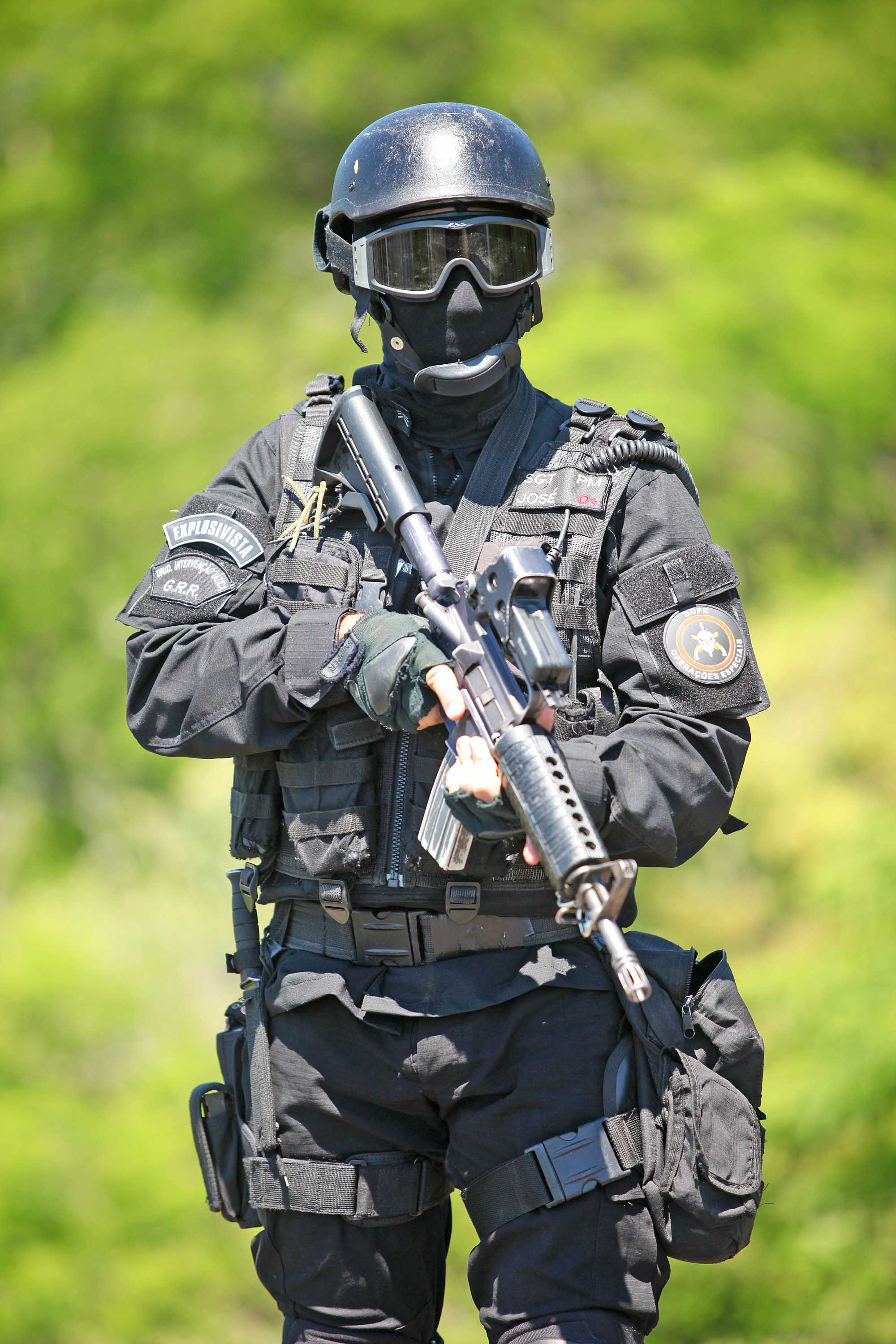
一名全副武裝的BOPE隊員

特別警察行動營（葡萄牙語：Batalhão de Operações Policiais Especiais，葡萄牙語：[bataˈʎɐ̃w dʒi opeɾaˈsõjs poliˈsjajs ispeˈsjajs]，縮寫：BOPE），是巴西里约热内卢憲兵所屬的特种警察部隊。
由于巴西犯罪開始趨向專業化时代，因此特別警察行動營在战略执行等性质的逮捕與作戰经验豐富，特別是在巷戰中。另外BOPE特警部隊都具備強大的裝備。
除了里约热内卢憲兵擁有BOPE部隊外，其他州的憲兵也成立了BOPE或類似的部隊。

## 流行文化

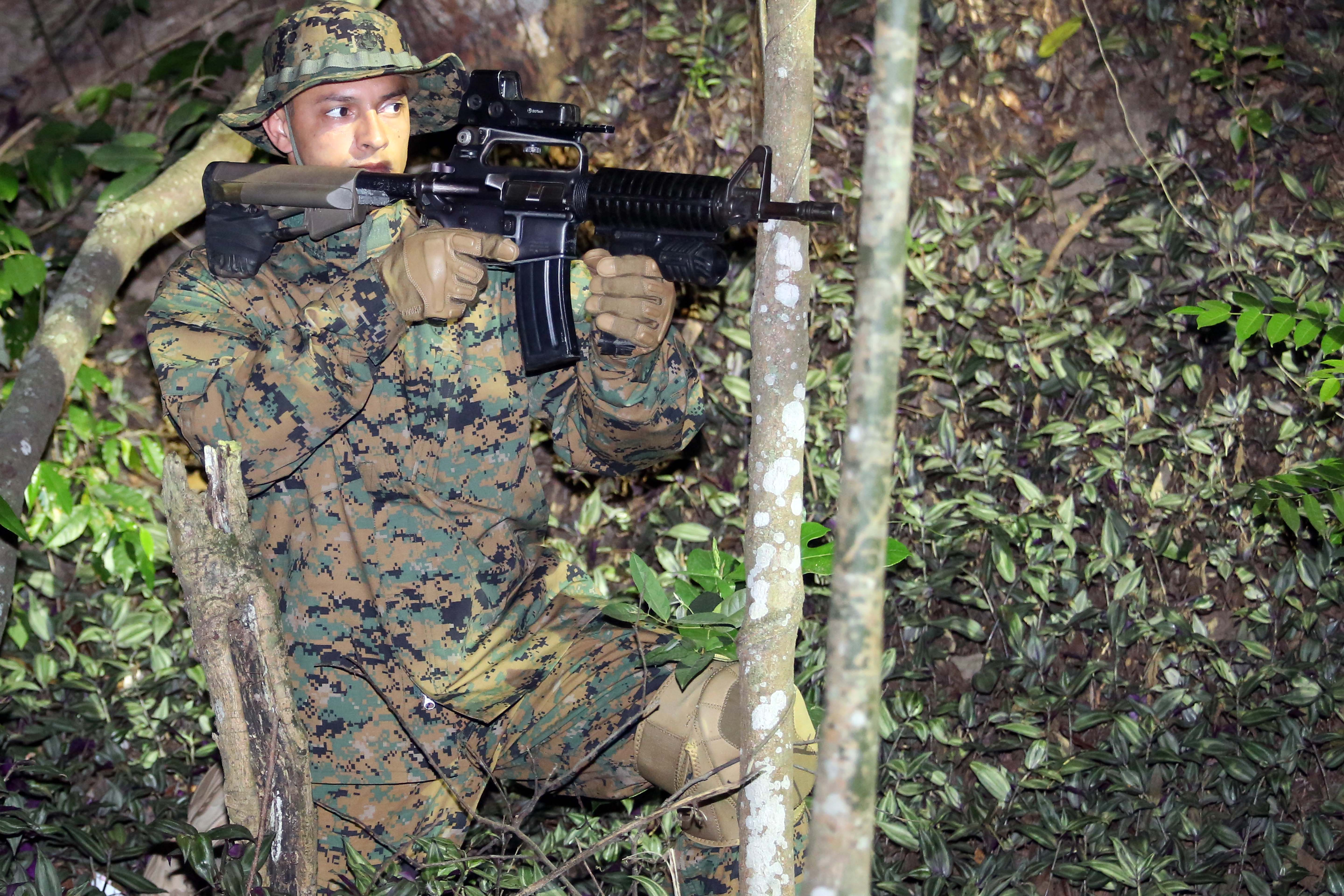
穿著MARPAT數碼迷彩服的BOPE隊員

2006年，由巴西社會學家Luiz Eduardo Soares和兩位BOPE長官寫成的《Elite da Tropa》出版，該書是一部基於兩位長官經歷的關於特別警察行動營的半虛構小說。書中將特別警察行動營描述為一具“殺戮機器”。此書的爭議性極大，并遭到了巴西警方的審查。
後來此書應為亦被拍成了電影，即《精英部隊》和續作《精英部隊2：大敵當前》。
在《彩虹六號：圍攻行動》中，Capitão（Captain）和 Caveira（Skull）在 骷髏雨行動 (Operation Skull Rain) 以BOPE特勤幹員身份推出

## 爭議

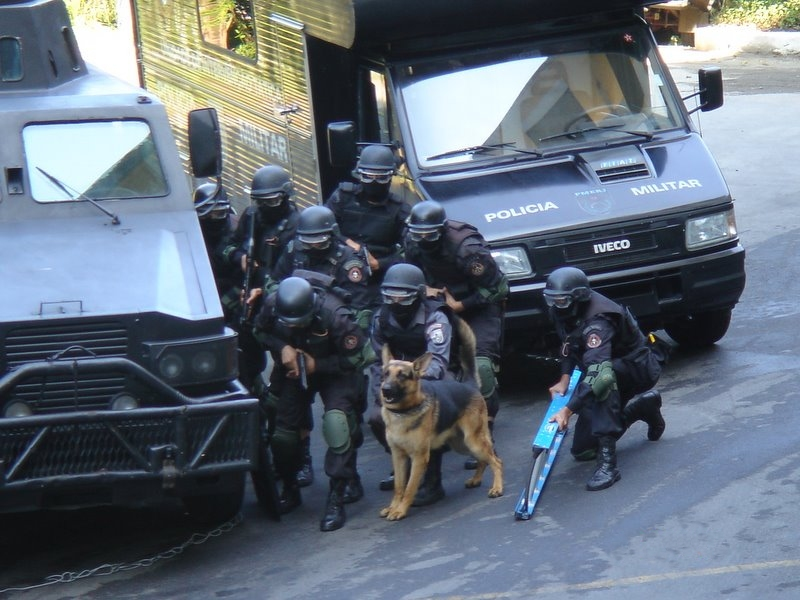
進行訓練的BOPE隊員

2005年紐約大學法學院的一份報告指出，特別警察行動營涉嫌非法槍殺4名青少年，後者據稱是拒捕的販毒者。報告指出是特別警察行動營成員篡改了錄像以證明受害者有罪，但實際上並未從4人身上發現任何武器，他們也都沒有前科。
國際特赦組織指出巴西軍方及警方慣於採用暴力的、鎮壓式的手段執法，這危害到了許多人的正當權益。該組織特別指出了特別警察行動營濫殺平民之舉。

## 已知裝備

### 個人武器

#### 突擊步槍／戰鬥步槍
| 武器名稱      | 原產地 | 備註             |
| ------------- | ------ | ---------------- |
| M16系列       | 美国   | -                |
| 柯爾特727型   | 美国   | -                |
| M4A1          | 美国   | -                |
| IMBEL MD97    | 巴西   | -                |
| IMBEL M964    | 巴西   | 包括衍生型M964A1 |
| 阿瑪萊特AR-10 | 美国   | -                |
| HK G3         | 德国   | -                |

#### 狙擊步槍
| 武器名稱 | 原產地 | 備註 |
| -------- | ------ | ---- |
| HK PSG1  | 德国   | -    |

#### 衝鋒槍
| 武器名稱   | 原產地 | 備註       |
| ---------- | ------ | ---------- |
| HK MP5系列 | 德国   | A2、SD3、K |
| FN P90     | 比利时 | -          |

#### 通用機槍
| 武器名稱 | 原產地 | 備註 |
| -------- | ------ | ---- |
| HK21     | 德国   | -    |

#### 霰彈槍
| 武器名稱 | 原產地 | 備註 |
| -------- | ------ | ---- |
| 伯奈利M3 | 義大利 | -    |

#### 手槍
| 武器名稱    | 原產地 | 備註 |
| ----------- | ------ | ---- |
| 金牛座PT-92 | 巴西   | -    |
| IMBEL 9mm   | 巴西   | -    |

### 個人裝備
- 作戰服
  - 全黑工作服或各種迷彩服
- 戰術頭盔
- 戰術背心
- 攜板背心
- 無線電
- 各種手榴彈

### 重型裝備
- 裝甲車
- UH-1直升機

## 外部連結
- 官方网站
- BOPE Federal District of Brasilia official website, in Portuguese
- BOPE-POI informativo sobre Unidades Operacionais Especiais das Policias Internacionais.*POLICE – POLIZIA – POLITIE -ПОЛИЦИИ – POLIZEI* （页面存档备份，存于）